# 羊肉炉

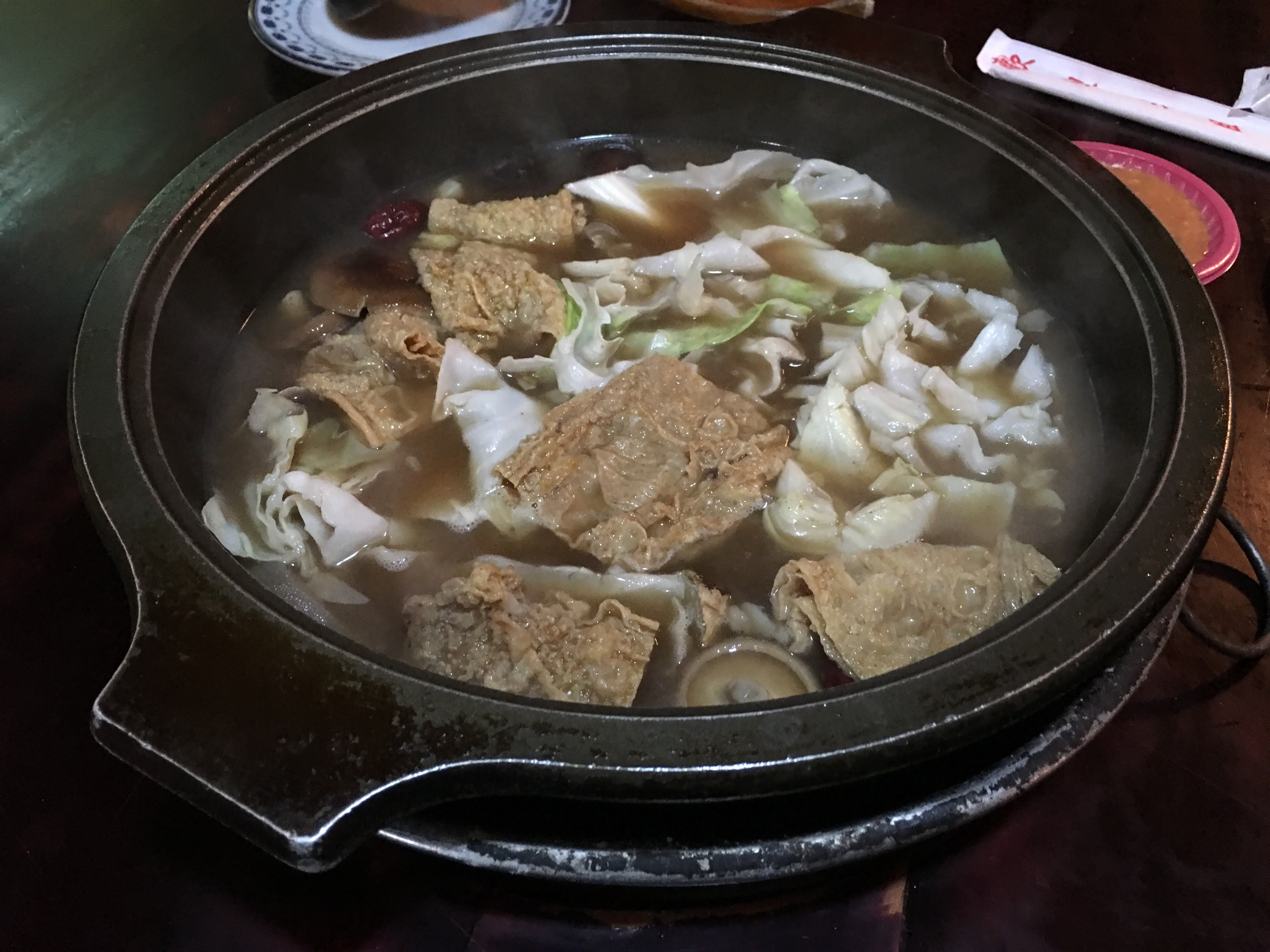
羊肉炉の例（台北市）

羊肉炉（ヤンロンルー、中国語: 羊肉爐）は、台湾で食されている鍋料理の1種。ヤギ肉（または羊肉）を用いた薬膳鍋である。台湾南部の名物料理である。
台湾で「羊肉」とされる場合は、羊肉とヤギ肉の区別がつけられておらず、ヤギ肉であることも多い。羊肉炉は、ブツ切りにした骨付きヤギ肉を漢方薬の素材、生姜、米酒のスープで、トウモロコシ、キャベツなどの野菜や豆腐と煮込む鍋料理である。